# Kim Yeonsu
Dans ce nom coréen, le nom de famille, Kim, précède le nom personnel.
Pour les articles homonymes, voir Kim.
Kim Yeon-su (en hangeul : 김연수), né en 1970 à Gimcheon dans la province de Gyeongsang du Nord, est un écrivain sud-coréen. 

## Biographie
Kim Yeon-su est né en 1970 à Gimcheon, dans la province de Gyeongsangbuk-do. Il est diplômé en langue anglaise à l'université Sungkyunkwan. Après ses études, il est employé dans un bureau le jour et travaille la nuit en tant que traducteur. C'est durant son temps libre qu'il commence à écrire. À partir de 1997, il travaille en tant que reporter pour divers magazines.

## Œuvres
Il fait ses débuts littéraires en 1993 lorsque l'un de ses poèmes est publié dans le journal Le monde des écrivains (Jakga Segye). Il publie l'année suivante un roman intitulé Je porte un masque (Gamyeoneul garikimyeo geotgi) et se fait un nom auprès des critiques littéraires.  
Son premier recueil de nouvelles, intitulé Vingt ans, a été en grande partie influencé par l'œuvre de l'écrivain de langue espagnole Jorge Luis Borges : son admiration pour ce dernier apparaît clairement dans sa nouvelle intitulée La Bibliothèque de Babel (Baberui doseogwan), qui est vue comme un hommage direct à l'écrivain argentin. 
Son troisième roman, Au revoir Yi Sang (Gutppa-i i sang), revient sur la carrière littéraire de l'un des plus grands poètes coréens. Quand j'étais encore enfant (Naega ajik a-i yeosseul ttae) est un recueil de nouvelles basées sur son enfance et son adolescence. 
Les récits de Kim Yeon-su sont actuellement en cours de traduction dans plusieurs langues, dont le français. Son recueil Je suis un auteur fantôme (Na-neun yuryeong jakga imnida), publiée en 2005, est ainsi en préparation aux éditions Zulma.

## Distinctions
- 1994 : Prix Jakkasegye[4]
- 2001 : Prix Dongseo[5],[4]
- 2005 : Prix Dong-in pour Quand j'étais encore enfant[5],[4]
- 2005 : Prix Daesan pour Je suis un écrivain fantôme[5],[4]
- 2007 : Prix Hwang Sun-won pour Le comédien parti sur la lune[5],[4]
- 2009 : Prix Yi Sang pour Cinq plaisirs pour ceux qui se promènent[5]

### Recueils de nouvelles
- 스무살 20 ans (2000)
- 내가 아직 아이였을때 Quand j'étais encore enfant (2002)
- 나는 유령작가입니다 Je suis un auteur fantôme (2005)
- 세계의 끝 여자친구 Ma petite amie, à la fin du monde (2009)

### Romans
- 가면을 가리키며 걷기 Je porte un masque (1994)
- 7번국도 Route nationale numéro 7 (1997)
- 꾿빠이 이상 Au revoir Yi Sang (2001)
- 사랑이라니, 선영아 Seon Yeong, c'est l'amour ! (2003)
- 네가 누구든 얼마나 외롭든 Peu importe qui tu es, peu importe combien tu es seul (2007)
- 밤은 노래한다 La nuit chante (2008)
- 7번국도 REVISITED Route nationale numéro 7, revisitée (2010)
- 원더보이 Wonderboy (2012)
- 파도가 바다의 일이라면 Si la vague était le fruit de la mer (2012), parution française : Si le rôle de la mer est de faire des vagues... (Editions Philippe Picquier, 2015)